# Quimby (groupe)
Quimby est un groupe de rock alternatif hongrois, originaire de Dunaújváros. Formé en 1991, ils participent à de nombreux festivals, comme le Sziget Festival en août 2008. Le groupe a enregistré de nombreux albums.

## Biographie

### Débuts (1991–1996)
Le groupe est formé dans la petite ville industrielle de Dunaújváros, initialement sous le nom de Október, comme cover band. À la fin du lycée, le groupe se sépare. Les frères Kiss, Tibor et Endre, se mettent dans un autre groupe en 1991, qu'ils rebaptisent Quimby. 
En 1992, la première cassette du groupe, intitulée Up Side Down, est publiée et comprend des chansons comme Sea, Stink, I Give You My Shoes, Up Side Down, Never Get By, et Policeman. Le style du groupe est comparé à des chansons de cabaret. En 1993, le groupe comprend Tibor Kiss (chant, guitare), Endre Kiss (guitare), Livius Varga (percussions, chant), Tamás Szén Molnár (saxophone), Ferenc Mikuli (basse), et Ákos Medve (batterie). En 1993, ils publient leur deuxième album, Sip of Story. Cet album est sorti en cassette. Plus tard, l'un des frères Kiss, Endre, quitte le groupe. Il est remplacé par le jeune pianiste, Szilárd Balanyi, né à Balatonfüred. Avec cette nouvelle formation, le groupe enregistre un nouvel album, Jerrycan Dance, publié en édition limitée.
En 1995, le groupe décide de passer de l'anglais à l'hongrois. En été 1996, leur nouvel album, Majom-tangó, est terminé. L'album comprend des chansons, donc, n hongrois et trois en anglais. 

### Nouveaux albums et pause (1997–2004)
La sortie de Majom-tangó les mène à se populariser immédiatement sur la scène alternative hongroise. Par la suite, ils publient leur nouvel album, Diligramm, en décembre 1997. Un autre album, Ékszerelmére, est publié en novembre 1999. Ékszerelmére est bien plus mature que son prédécesseur.
Plus tard, ils jouent à plusieurs concerts dans des festivals hongrois, puis tournent en Allemagne. Au printemps 2001, Quimby publie l'album Morzsák és Szilánkok. Il comprend des remixes de jeunes talents inconnus, et d'enregistrements live de leurs anciennes chansons. En 2002, l'album Káosz Amigos est publié, et comprend 10 chansons de 43 minutes. Le groupe termine ensuite de tourner en soutien à l'album, jusqu'à ce que Tibor Kiss ait besoin de prendre une pause, menant ainsi le groupe à en faire une aussi. Cette pause dure que jusqu'en 2004. De nouveau réuni, Quimby revient et joue notamment à Budapest et au concert à succès Night Invasion au printemps 2004.

### KilégzésetFamily Tugedör(depuis 2005)
L'album Kilégzés est publié en octobre 2005, qui est certifié disque de platine. En 2006, ils publient leur DVD Family Tugedör. Puis sortent en 2009, un EP (Ajjajjaj) et un CD-DVD (Lármagyűjtögető). 
En 2013, le groupe publie l'album Kaktuszliget, au label Tom-Tom Records. En 2014, l'album est certifié disque de platine. En 2016 sort les albums English Breakfast et Jónás jelenései.

## Membres
- Szilárd Balanyi - voix, claviers
- József Kárpáti - trompette
- Tibor Kiss - voix, guitare solo
- Livius Varga - voix, percussions
- Ferenc Gerdesits - batterie
- Ferenc Mikuli - basse

## Discographie

### Albums studio
- 1992 : Up Side Down
- 1993 : A Sip of Story
- 1995 : Jerrycan Dance
- 1996 : Majom-tangó
- 1997 : Diligramm
- 1999 : Ékszerelmére
- 2002 : Káosz amigos
- 2005 : Kilégzés
- 2009 : Lármagyűjtögető (CD-DVD)
- 2013 : Kaktuszliget
- 2016 : English Breakfast
- 2016 : Jónás jelenései

### Autres
- 2001 : Morzsák és szilánkok (album live)
- 2006 : Family tugedör (Best of CD and Archives DVD)
- 2009 : Ajjajjaj (EP)